# 33617 Kailashraman
33617 Kailashraman è un asteroide della fascia principale. Scoperto nel 1999, presenta un'orbita caratterizzata da un semiasse maggiore pari a 2,2862697 UA e da un'eccentricità di 0,1063937, inclinata di 4,65946° rispetto all'eclittica.